# بوب شو (لاعب غولف)
بوب شو (بالإنجليزية: Bob Shaw)‏ هو لاعب غولف أسترالي، ولد في 24 ديسمبر 1944 في سيدني في أستراليا.

## وصلات خارجية
- بوب شو على موقع رابطة لاعبي الغولف المحترفين (الإنجليزية)